# Саламандрові
Салама́ндрові (Salamandridae) — родина хвостатих земноводних, відомих також під загальною назвою Салама́ндри. Єдина родина хвостатих, наявна у фауні України.
Ареал охоплює помірні широти Європи і Азії (до Гімалаїв та півдня В'єтнаму), північно-західну Африку, схід та захід Північної Америки.
Хребці задньоувігнуті, зуби є на верхній та нижній щелепах. На піднебінній частині верхньої щелепи розташовані два вигнуті ряди піднебінних зубів. Саламандри характеризуються звичайно невеликими або середніми розмірами (бл. 120—200 мм) і мають гладку або зернясту шкіру. Чимало саламандрових мають специфічні шкіряні залози, розташовані на верхній частині голови на межі з тулубом. Такі залози (паротиди) виробляють доволі сильну отруту.
Поміж цих амфібій є види, пов'язані з водоймами лише у сезон розмноження (наприклад, кавказькі саламандри, рід Mertensiella), хоча інші є повністю водні (наприклад, тритони роду Pachytriton).
Шлюбна поведінка доволі складна й зазвичай виявляється у різноманітних діях обох партнерів. Запліднення зовнішнє або внутрішнє. У першому випадку самці відкладають сперматофори, і самиця захоплює їх краями клоаки, а в другому — відбувається зближення клоак самця й самиці, далі сперматофори потрапляють у сім'яприймач самиці, де відбувається запліднення яєць. Звичайно після парування яйця відкладаються у водойми.
Водночас є види, у яких в одних ділянках ареалу запліднені яйця розвиваються у яйцеводах, а в інших — самиці «відкладають» цілком розвинених личинок у воду; відомі також популяції, у яких самиці «народжують» молодих особин, що повністю завершили метаморфоз (це характерно для саламандри альпійської).

## Систематика
Родина нараховує близько 60 видів, об'єднаних у 18 родів (підродина Salamandrinae — 4, підродина Pleurodelinae — 14 родів):
Підродина Pleurodelinae
- Рід Calotriton
- Рід Cynops
- Рід Echinotriton
- Рід Euproctus
- Рід Laotriton
- Рід Lissotriton
- Рід Mesotriton
- Рід Neurergus
- Рід Notophthalmus
- Рід Ommatotriton
- Рід Pachytriton
- Рід Paramesotriton
- Рід Pleurodeles
- Рід Taricha
- Рід Великий тритон (Triturus)
- Рід Tylototriton

Підродина Salamandrinae
- Рід Chioglossa
- Рід Lyciasalamandra
- Рід Mertensiella
- Рід Саламандра (Salamandra)

Підродина Salamandrininae
- Рід Salamandrina